# Nikkaloukta
Nikkaluokta (nordsamisk: Nihkkáluokta, meänkieli: Nikkulahti), er en landsby i Gällivare kommun. Den nærmeste by er Kiruna, 66 kilometer mod øst.